# Ognjen Vukojević
Ognjen Vukojević (ur. 20 grudnia 1983 w Bjelovarze) – chorwacki piłkarz występujący na pozycji środkowego pomocnika, reprezentant Chorwacji.

## Kariera klubowa

### Początki – młodzieżowy klub Mladost Ždralovi
Profesjonalne występy Vukojević rozpoczął w sezonie 2000/01 w lokalnym klubie Mladost Ždralovi zajmującym się pracą z młodzieżą, osiągającym bardzo dobre wyniki w szkoleniu młodych piłkarzy. Dobre występy w zespole Mladost Ždralovi prawie na pewno gwarantują późniejsze występy w zespole NK Bjelovar, ponieważ Mladost jest klubem filialnym Bjelovaru. Vukojević występował wtedy w piątej lidze chorwackiej wraz z Mladostem, lecz po sezonie wraz z drużyną awansował do czwartej ligi chorwackiej.

### Gra w NK Bjelovar
Dzięki pokazaniu się z dobrej strony w Mladosti, Vukojević podpisał juniorski kontrakt z drużyną NK Bjelovar w której barwach figurował w składzie na sezon 2001/02. Trener zespołu z Bjelovaru był jednak nieufny w stosunku do Vukojevicia, który dopiero ukończył 18 lat i młody zawodnik nie doczekał się jeszcze debiutu w pierwszym składzie zespołu. Nie był to także udany sezon dla jego zespołu, który pomimo dobrych występów w Pucharze Chorwacji, gdzie dotarł do 1/8 finału przegrywając 2:3 z zespołem HNK Šibenik, ponieważ drużyna zajęła 10. miejsce w drugiej lidze chorwackiej i spadła do trzeciej ligi. Następny sezon, 2002/03 był sezon w pewnym sensie przełomowym dla Vukojevicia, ponieważ po 7 występach w składzie zespołu, zawodnik na pół sezonu został wypożyczony jako junior do zespołu NK Varteks. Bjelovar w tym sezonie dobrze spisywał się w lidze, zajmując 2 lidze w 3 Lidze – Dystrykt Północ, o punkt za zespołem NK Virovitica.

### Wypożyczenie do NK Varteks
Vukojević pomimo tego, że znajdował się w składzie Varteksu, nie zdążył wystąpić na boisku w klubie z Varaždinu. Varteks spisywał się w lidze bardzo dobrze, zajmując trzecie miejsce w lidze i kwalifikując się do Pucharu UEFA. Zawodnik wrócił do Bjelovaru, ale po miesiącu nadeszła oferta z zespołu NK Slaven Belupo. Zawodnik nie wahał się ani chwili i podpisał kontrakt z zespołem z Koprivnicy na sezon 2003/04.

### Występy w Slavenie Belupo
Vukojević podpisał kontrakt z zespołem NK Slaven Belupo i sezon 2003/04 spędził w tym zespole. W tym sezonie Slaven Belupo zakończył rozgrywki ligi chorwackiej na dopiero 9 pozycji. Pomiomo tego Ognjen Vukojević stał się pierwszoplanową postacią zespołu i zaskoczył wszystkich swoją znakomitą grą, dzięki czemu stał się jednym z pozytywów w bardzo słabym dla Slavena sezonie. Ogółem pojawił się na boisku 27 razy zdobywając 2 gole. W lidze zadebiutował w spotkaniu rozgrywanym 2 sierpnia w meczu przeciwko zespołowi NK Inter Zaprešić, przegranym przez Slaven 0:2. Premierowe trafienie w pierwszej lidze Vukojević zaliczył 8 listopada 2003 w spotkaniu z drużyną Cibalią Vinkovici. Był to gol dający prowadzenie 1:0, lecz mecz skończył się rozstrzygnięciem remisowym 1:1.
Sezon 2004/05 był znakomity dla Slavena, który zajął wysokie, 3. miejsce w lidze za Hajdukiem Split i drużyną NK Rijeka. Po raz kolejny nie powiodło się w Pucharze Chorwacji, gdzie Slaven odpadł w ćwierćfinale z zespołem NK Rijeka. Na Kantridzie był remis 1:1, po golach Srebrenko Posaveca dla Slavena i Tomislava Ercega dla „Fiume”. Na Gradskim Stadionie jednak padł remis 2:2 i do półfinału dzięki lepszemu stosunkowi goli na wyjeździe awansował zespół NK Rijeka. Ogółem Vukojević w tym sezonie pojawił się na boisku 26 razy, zdobywając 3 gole i będąc prawdziwą podporą zespołu Slavena. Słuchy o wielkim chorwackim talencie doszły działaczy belgijskiego klubu Lierse SK, którzy podpisali kontrakt na sezon 2005/06 z Ognjenem. Na ich decyzję miała też z pewnością świetna dyspozycja Vukojevicia w meczach Pucharu Intertoto, o której napisane jest poniżej.

### Awans do półfinału Pucharu Intertoto
Dzięki trzeciemu miejscu w tabeli, NK Slaven Belupo został zgłoszony przez Chorwacki Związek Piłki Nożnej do rozgrywek Pucharu Intertoto. W pierwszej rundzie prawie doszło do niespodzianki, ponieważ w pierwszym meczu z maltańską drużyną Hibernians FC, Slaven Belupo przegrało 1:2. U siebie jednak Slaven rozwiał wątpliwości i zdecydowanie zwyciężył 3:0. W następnej rundzie los skojarzył drużynę z Koprivnicy z albańską ekipą Vllaznia Shkodër. W pierwszym meczu Slaven wygrał 2:0 i wydawało się, że sprawa awansu jest prawie całkowicie przesądzona. W Szkodrze jednak Albańczycy wygrali 1:0 i napędzili sporo strachu chorwackim fanom. W trzeciej rundzie po raz kolejny los okazał się być łaskawy dla Chorwatów, którzy wylosowali zdecydowanie najłatwiejszego z rywali, którzy brali udział w III rundzie Pucharu. W meczu ze słowacką drużyną Spartak Trnava nie było jednak tak łatwo i dużym zaskoczeniem mógł być fakt bezbramkowego remisu w pierwszym spotkaniu obu drużyn. Emocjonujące chwile przeżyli kibice chorwaccy w Trnavie, gdzie po 29 minutach Chorwaci prowadzili 2:0, jednak już w 58 minucie było 2:2, a każda kolejna bramka dla Spartaka promowała zespół słowacki. Do końca spotkania Slaven świetnie się bronił i dzięki lepszemu stosunkowi goli na wyjeździe, przebojem wdarł się do IV rundy. Awans do półfinału był wielkim osiągnięciem i tym razem rywalem była ekipa z górnej piłki, gdyż był to francuski zespół Lille OSC. W pierwszym meczu rozgrywanym w Lille ekipa gospodarzy udzieliła Slavenowi srogiej lekcji wygrywając zdecydowanie 3:0. Warto zaznaczyć, że wynik został ustalony już w 48 minucie dzięki golom Christophe’a Landrina, Matta Moussilou i Milenko Ačimovicia. W rewanżu Slaven zaskoczył szybko objętym prowadzeniem w 5 minucie, jednak w 50 minucie bułgarski napastnik Władimir Manczew pozbawił złudzeń kibiców z Koprivnicy o awansie do finału Pucharu Intertoto. Pomimo tego, że nie udało się piłkarzom Slavena awansować do finału byli po końcowym gwizdku długo oklaskiwani owacjami na stojąco przez fanów z Gradskiego Stadionu.

### Epizod w Belgii – występy w Lierse SK
Vukojević został wykupiony ze Slavena za naprawdę spore pieniądze, bo aż 1,5 mln euro. Zespół Lierse SK wiązał z Vukojeviciem spore nadzieje, które zupełnie się nie sprawdziły. Vukojević wystąpił w 9 spotkaniach pierwszego składu, nie pokonując ani razu golkipera rywali. Po kompletnie nieudanej rundzie jesiennej, gdzie Lierse uplasowało się na przedostatniej, 19 pozycji w lidze, Vukojević szybko rozwiązał kontrakt z belgijskim zespołem. Jego sprawa rozwiązania kontraktu z zespołem Lierse trafiła nawet do komisji UEFA, który orzekła rozwiązanie kontraktu z winy zawodnika. Później okazało się, że dyspozycja Lierse bez Vukojevicia była taka sama – zespół zajął 19. miejsce i nie uchronił się przed spadkiem do drugiej ligi belgijskiej. Następny klub Vukojevicia, Dinamo Zagrzeb musiał jednak zapłacić 120 tys. euro odstępnego za zawodnika dla klubu Lierse SK.

### Dinamo Zagrzeb
Zawodnik podpisał z najbardziej utytułowanym chorwackim zespołem, Dinamo Zagrzeb, kontrakt aż do roku 2011, co oznacza, że w stołecznym zespole będzie grał jeszcze przez 5 lat. Sezon ten był świetny dla Dinama, które powróciło na tron mistrzowski, zdobywając tytuł i urządzając wielką fetę na stadionie Maksimir po końcowym zwycięstwie w tabeli z przewagą aż 11 punktów nad ekipą NK Rijeka. Radość była tym większa, że udało się pognębić wielkiego przeciwnika ze stadionu Poljud, czyli Hajduk Split, który zajął dopiero 5. miejsce w tabeli. Kompletną klapą był jednak start w Pucharze Chorwacji, gdzie po wyeliminowaniu swojego filialnego klubu, HAŠK Zagrzeb 8:0, Dinamo przegrało w rezerwowym składzie z drugoligowym zespołem NK Naftaš Ivanić 1:2. W następnym sezonie Dinamo wystartowało w kwalifikacjach do Ligi Mistrzów, gdzie w pierwszej rundzie zdemolowali litewski zespół Ekranas Poniewież, w Poniewieżu wygrywając 4:1, po golach Marijana Buljata, Davora Vugrineca i Eduardo, i na Maksimirze triumfując 5:2, gdzie hat tricka zaliczył Goran Ljubojević. Warto zauważyć, że w drugim spotkaniu gola na 4:1 zdobył Vukojević. Później jednak marzenia o Lidze Mistrzów z głów „Modrich” wybił Arsenal F.C., który na Maksimirze triumfował 3:0, po golach Cesca Fàbregasa i Robina van Persie. Na Emirates Stadium było tylko trochę lepiej, bo drużyna Dinama prowadziła 1:0 po golu Eduardo w 12 minucie, jednak potem w 77 minucie do wyrównania doprowadził Fredrik Ljungberg, a w 90 minucie zwycięstwo dał francuski rezerwowy Mathieu Flamini. Ogółem Vukojević wystąpił w 6 spotkaniach zespołu, nie zdobywając żadnego gola.
Sezon 2006/2007 rozpoczął się dosyć dobrze dla Dinama, które na dzień 4 listopada 2006 jest liderem w tabeli ligi chorwackiej. Ponadto tuż przed rozpoczęciem sezonu Dinamo dołożyło kolejne trofeum do klubowej gabloty, był to Superpuchar Chorwacji wywalczony po zwycięstwie nad zespołem NK Rijeka 4:1. Vukojević wystąpił na razie w 8 meczach, ale nie udało mu się zdobyć żadnego gola. Nie powiodło się zespołowi „Niebieskich” w Pucharze UEFA, gdzie z marzeń o fazie grupowej wyleczył ich francuski zespół AJ Auxerre, a konkretnie polski napastnik, Ireneusz Jeleń. W meczu na Maksimirze Dinamo przegrało 1:2, a jednego z goli dla Auxerre zdobył właśnie Jeleń. Na stadionie l’Abbe Deschamps Auxerre zwyciężyło 3:1, a Jeleń zdobył aż 2 gole. Kontaktowego gola zdobył Eduardo w 61 minucie z rzutu karnego.

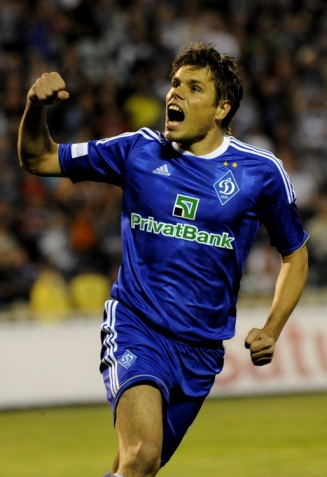

### Dynamo Kijów
Zawodnik podpisał z najbardziej utytułowanym ukraińskim zespołem, Dynamo Kijów, kontrakt w 2008 roku. Od pierwszych meczów został podstawowym piłkarzem nowego klubu, grając na pozycji pomocnika. W 2012 roku coraz mniej wychodził na boisko dlatego 27 lutego 2013 został wypożyczony do Spartaka Moskwa. 11 sierpnia 2014 ponownie został wypożyczony, tym razem do Dinama Zagrzeb.

### Austria Wiedeń
W lipcu 2015 przeszedł do Austrii Wiedeń.

### Kariera reprezentacyjna
Występował w młodzieżowej reprezentacji Chorwacji. 16 października 2007 debiutował w reprezentacji Chorwacji w spotkaniu towarzyskim ze Słowacją, wygranym 3:0.

## Sukcesy i statystyki
- Mistrz Chorwacji:

2006
- Mistrz Ukrainy:

2009
- Zdobywca Superpucharu Chorwacji:

2006
- zdobywca Superpucharu Ukrainy: 2009

| Sezon   | Klub             | Liga          | Mecze | Bramki |
| ------- | ---------------- | ------------- | ----- | ------ |
| 2001/02 | NK Bjelovar      | Druga HNL     | 0     | 0      |
| 2002/03 | NK Bjelovar      | Treća HNL     | 7     | 0      |
| 2002/03 | NK Varteks       | Prva HNL      | 0     | 0      |
| 2003/04 | NK Slaven Belupo | Prva HNL      | 27    | 2      |
| 2004/05 | NK Slaven Belupo | Prva HNL      | 26    | 3      |
| 2005/06 | Lierse SK        | Eerste Klasse | 9     | 0      |
| 2005/06 | Dinamo Zagrzeb   | Prva HNL      | 7     | 0      |
| 2006/07 | Dinamo Zagrzeb   | Prva HNL      | 8     | 0      |
| 2007/08 | Dinamo Zagrzeb   | Prva HNL      | 29    | 11     |
| 2008/09 | Dynamo Kijów     | Premier-liha  | 27    | 2      |
| 2009/10 | Dynamo Kijów     | Premier-liha  | 28    | 2      |
| 2010/11 | Dynamo Kijów     | Premier-liha  | 29    | 3      |
| 2011/12 | Dynamo Kijów     | Premier-liha  | 27    | 2      |
| 2012/13 | Dynamo Kijów     | Premier-liha  | 12    | 0      |
| 2012/13 | Spartak Moskwa   | Priemjer-Liga | 9     | 0      |
| 2013/14 | Dynamo Kijów     | Premier-liha  | 18    | 1      |
| 2014/15 | Dinamo Zagrzeb   | Prva HNL      | 17    | 0      |
| 2015/16 | Austria Wiedeń   | Bundesliga    | 19    | 1      |
| 2016/17 | Austria Wiedeń   | Bundesliga    | 3     | 0      |

## Odznaczenia
- Order Chorwackiej Koniczyny (2018)[3]